# Песчаное (озеро, Лоухский район)
Песчаное — пресноводное озеро на территории Амбарнского сельского поселения Лоухского района Республики Карелии.

## Общие сведения
Площадь озера — 1,4 км². Располагается на высоте 69,8 метров над уровнем моря.
Форма озера продолговатая: оно более чем на два с половиной километра вытянуто с запада на восток. Берега каменисто-песчаные, местами заболоченные.
Через водоём течёт река Калга, впадающая в Белое море.
Рыбы: сиг, корюшка, щука, плотва, лещ, налим, окунь, ёрш.
К востоку от озера проходит просёлочная дорога, а чуть восточнее — линия железной дороги Санкт-Петербург — Мурманск.
Населённые пункты вблизи водоёма отсутствуют.
Код объекта в государственном водном реестре — 02020000711102000002958.